# Alison Goldfrapp
Alison Goldfrapp (Alison Elizabeth Margaret Goldfrapp), née le 13 mai 1966 à Enfield (district de Londres), est la chanteuse/compositrice anglaise du groupe Goldfrapp.

## Jeunesse
Alison Goldfrapp est née en 1966 à Enfield, Londres, la cadette d'une famille de six enfants.
Son père, Nick, avait été officier de la British Army, avant de travailler pour Scope et English Heritage. Sa mère, Isabella, était infirmière.
Son nom de famille est d'origine allemande, et elle possède des ancêtres allemands du côté de son père. Pendant son enfance, sa famille déménage fréquemment, s'installant finalement à Alton, Hampshire, où Alison fréquente l'école privée Alton Convent School. Elle chante dans le chœur de l'école, et raconte qu'elle a adoré être dans une école gérée par des nonnes. Cependant elle est forcée de quitter l'école à 12 ans après avoir échoué à un examen de passage, et est inscrite à l'école publique locale. À cette époque, il lui arrive un jour de sniffer de la colle et elle est impliquée dans un vol de tracteur. A 16 ans, elle déménage à Londres, où elle vit dans un squat, et se met à consommer régulièrement des stupéfiants comme le cannabis, la cocaïne et l'ecstasy,. Elle suit ensuite des cours d'art à la Middlesex University.
Elle joue un petit rôle dans le film de fin d'études de Paul Gilbert Your Night Tonight en 1988.

## Carrière
Pour un article plus général, voir Goldfrapp.
L'intérêt pour la musique d'Alison Goldfrapp s'éveille à Alton, où elle chante brièvement dans un groupe appelé les Fashionable Living Death, formé avec des amis anarchistes, et participe à d'autres groupes, comme les Demented Children, Waste Product et Creatures of Darkness.

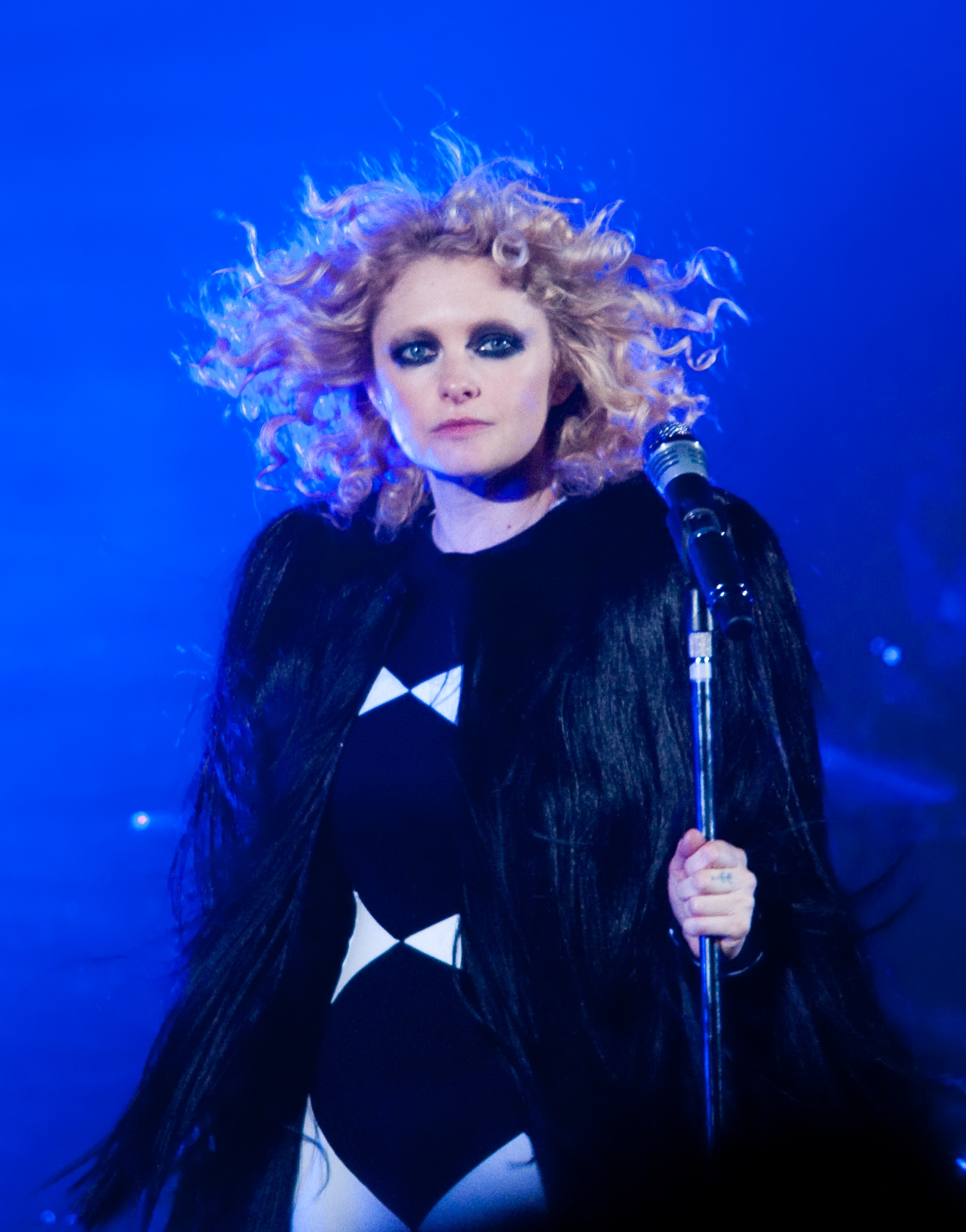
Goldfrapp sur scène en 2010

En 1994 elle participe à l'album Snivilisation du groupe Orbital, et l'année suivante à la chanson Pumpkin du chanteur de trip hop Tricky. Goldfrapp est présentée au compositeur Will Gregory en 1999 après qu'il a apprécié sa prestation vocale sur Pumpkin. Gregory se sent des affinités musicales avec Goldfrapp et l'invite à enregistrer une démo pour une bande originale de film qu'il est en train de composer, afin de voir s'ils pourraient travailler ensemble. La démo ne fut jamais terminée, mais la séance d'enregistrement avait été agréable ; après plusieurs mois de communications téléphoniques, ils décident de former un groupe et commencent à se produire en concert sous le nom de Goldfrapp.
Le duo enregistre son premier album en six mois, à partir de septembre 1999, à la campagne, dans un bungalow loué dans le Wiltshire. Le travail d'enregistrement est difficile pour Alison, qui est fréquemment seule et perturbée par les souris et les insectes qui pénètrent dans le bungalow. L'album Felt Mountain paraît en 2000 et contient des parties vocales de Goldfrapp synthétisées sur des environnements sonores cinématographiques. Les paroles de Felt Mountain sont écrites par Goldfrapp : contes abstraits obsessionnels inspirés par des films, son enfance, et la solitude qu'elle éprouve lors de l'enregistrement de l'album.
Goldfrapp publie son second album Black Cherry en 2003. L'album est enregistré dans un studio de Bath. Les murs du studio sont couverts de néons, que Goldfrapp utilise pour noter ses idées de chansons. L'album est plus orienté vers la dance et les synthés d'inspiration glam rock que son prédécesseur. Black Cherry se classe en 19e position dans la UK Albums Chart et se vend à 52000 exemplaires aux USA. Supernature, le troisième album de Goldfrapp, paraît en 2005. L'album comprend de la pop et de la dance déjà présents sur Black Cherry, mais s'appuie plus sur des hooks subtils que sur les chorus sur lesquels reposaient son prédécesseur. Il se vend à plus d'un million d'exemplaires dans le monde entier, avec à la clé deux nominations aux Grammy Awards en 2007 : meilleur album Electronic/Dance, meilleur morceau de Dance pour la chanson Ooh La La. Seventh Tree, le quatrième album de Goldfrapp, paraît en 2008. L'album s'éloigne de la pop et de la dance de Supernature, accordant plus de place à la musique ambient et downtempo. Le groupe s'est inspiré d'une précédente session de musique acoustique radiophonique, employant des guitares acoustiques afin d'ajouter à leur musique des sonorités « chaudes » et « délicates ».
En 2009 elle se voit décerner le titre de Docteur honoris causa en Musique par l'Université de Portsmouth.

## Talents artistiques

### Voix
Goldfrapp possède une voix de soprano avec un registre d'une grande étendue,, (cinq octaves selon un journaliste). Elle est également connue pour ses capacités lyriques, utilisées sur l'album Felt Mountain, en particulier dans les chansons Utopia et Pilots ; sa voix est souvent décrite comme « sensuelle » et « éthérée »,.

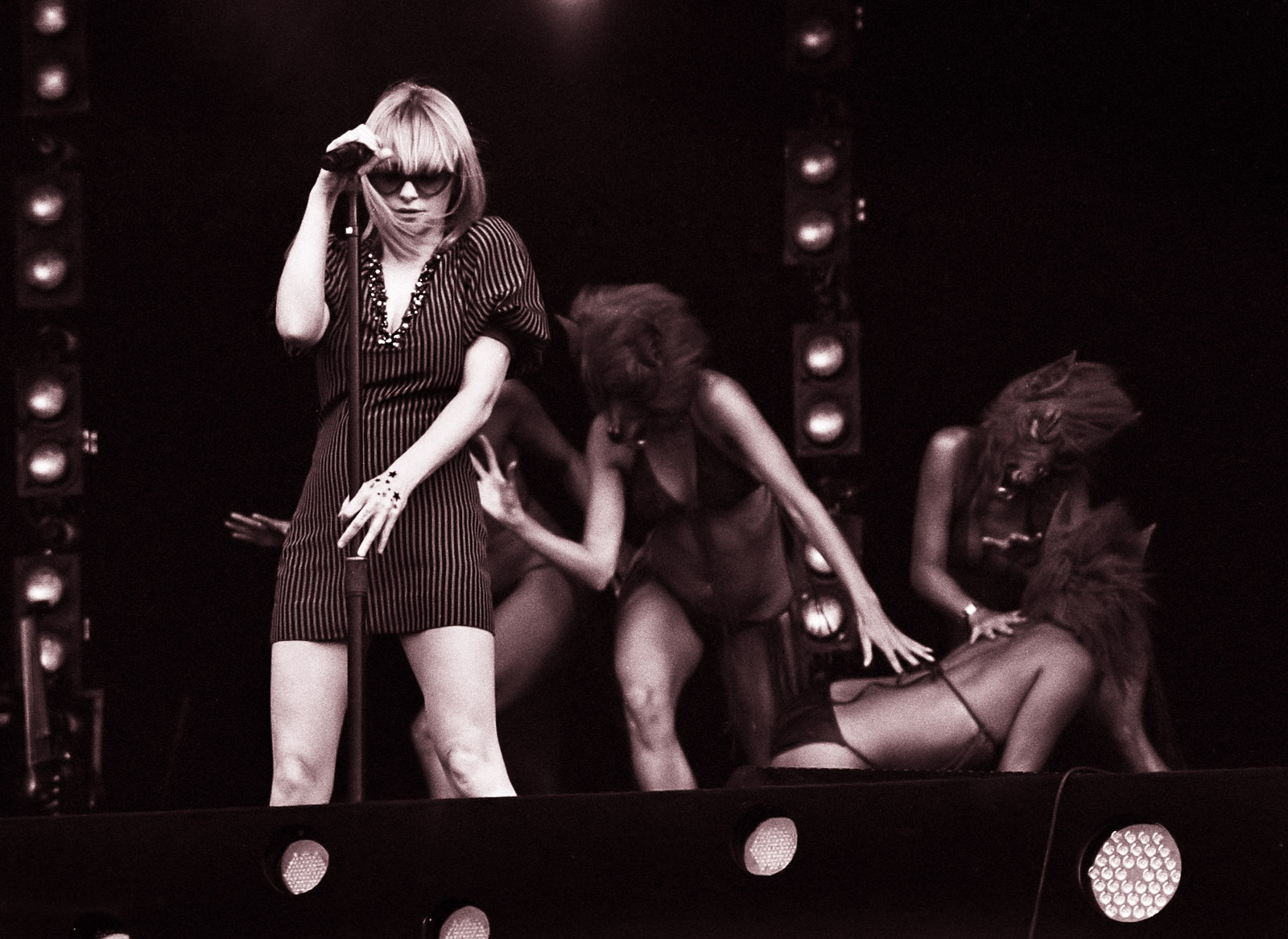
Goldfrapp pendant le Wireless Festival de Londres (2006)

Goldfrapp est également appréciée pour sa versatilité vocale, qui lui a permis d'adapter sa voix à différents types de musiques comme le folk, la pop, la musique classique, la dance, le rock, le trip hop et l'electronica tout au long de sa carrière,. Goldfrapp a également été remarquée pour son utilisation d'un vocoder, modifiant sa voix pour l'adapter à son projet artistique, comme dans les chansons Lovely Head, Pilots et Slippage. Vocalement, Goldfrapp a pu être comparée à Kate Bush, Tori Amos et Elizabeth Fraser des Cocteau Twins.

### Compositions
Goldfrapp tire son inspiration d'un large éventail d'artistes et de genres musicaux. Adolescente, elle écoutait Kate Bush, T. Rex, Donna Summer et Iggy Pop and The Stooges, et a découvert Serge Gainsbourg en travaillant en Belgique. Lors d'un voyage en Europe au début des années 1990, elle se mit également à écouter de la musique disco polonaise et de la musique de cabaret de la République de Weimar. D'autres médias, comme le cinéma, ont eu un impact sur Goldfrapp qui cite comme influences le thriller psychologique Cul-de-sac de Roman Polanski (1966), le film culte Le Dieu d'osier (The Wicker Man, 1973) et la série des James Bond,. Elle tire aussi son inspiration du surréalisme et de la nature, en particulier pour les pochettes des albums de Goldfrapp, qu'elle conçoit en collaboration avec Big Active. Goldfrapp pense que « la musique est une expérience visuelle », et visualise ses textes avant de les écrire. Tout en écrivant, elle utilise sa voix pour créer des mélodies et de rythmes. Son écriture se caractérise par l'usage d'animaux pour décrire les émotions humaines.

## Image publique

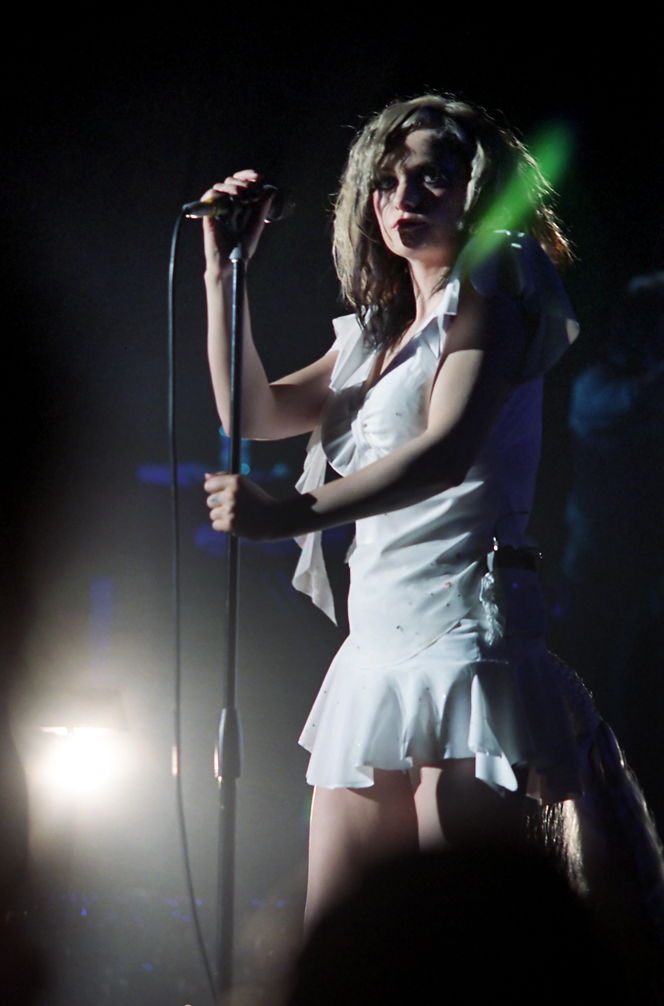
Goldfrapp sur scène en 2003

Goldfrapp a changé son image pour la première fois en 2003, d'un look sophistiqué inspiré par Marlene Dietrich à celui d'une diva de la new wave, avec faux cils, tee-shirts customisés, uniformes militaires et bas résille. Lors d'une tournée en 2004, Goldfrapp se produisait quelquefois sur scène dans une robe blanche à queue de cheval, avec danseurs à têtes de cerf, le tout étant inspiré par son intérêt pour les animaux et la mythologie.
En 2008, Goldfrapp réinvente son image, cette fois-ci en artiste de cirque. La pochette de l'album Seventh Tree la montre habillée en clown car c'est une « image iconique » avec « tellement de connotations différentes ». Pour l'album elle choisit d'atténuer son image très sexualisée car elle sent que celle-ci est en train de prendre le pas sur la musique. Sa nouvelle image, inspirée par le paganisme, la montre avec une chevelure blonde bouclée, habillée de robes blanches ou écrues volant au vent,.
Durant l'année 2010, Goldfrapp change à nouveau d'image à plusieurs reprises, pour accompagner le nouvel album à paraître Head First. La musique de cet album est plus inspirée des années 1980, dont l'influence s'affiche sur la pochette du premier single tiré de l'album, Rocket, qui montre Goldfrapp dans une combinaison rose. Pour ses prestations scéniques, elle porte des leggings noirs et une veste couverte de bandes de plastique noir pailletées, qui sont agitées violemment par le souffle de deux ventilateurs placés sur le devant de la scène. L'éclat et la brillance du plastique reflètent l'éclairage coloré de la scène et, pris dans la tourmente des ventilateurs électriques, donnent l'illusion d'averses d'étincelles multicolores,.

## Vie privée
Dans une interview donnée en février 2010 au The Sunday Times, Goldfrapp confirme sa liaison avec la cinéaste Lisa Gunning (en), mais rejette l'idée d'être cataloguée lesbienne, disant « Je vois tout en termes de personnes et de relations, et je vis une relation merveilleuse avec une personne merveilleuse. Il se trouve que c'est une femme... C'est une chose à laquelle j'ai longuement réfléchi, et c'est en accord avec ma philosophie de la vie et de la sexualité. Je ne pense pas pouvoir ou devoir être cataloguée pour ça. Je réfléchis à ça depuis mon adolescence. J'ai toujours trouvé oppressante l'idée de ranger les choses dans des catégories comme ça. Ma sexualité est à l'image de ma musique et de ma vie. Pourquoi lui coller une étiquette ? » .
Interviewée par le The Daily Telegraph en août 2010, Goldfrapp indique qu'elle est bisexuelle, que toutes ses liaisons avant sa relation avec Gunning étaient avec des hommes, et que pour cette raison elle fut surprise quand elle tomba amoureuse de Gunning.